# Jim McCann (musicien)
Pour l’article homonyme, voir Jim McCann.
Jim McCann, né le 26 octobre 1944 à Dublin et mort le 5 mars 2015 à Howth, est un musicien folk et un animateur de télévision irlandais, membre du groupe The Dubliners de 1974 à 1979.

## Biographie
Il commence sa carrière de musicien en 1964 et fait partie du groupe The Ludlows, qui remporte un grand succès en 1966 en Irlande avec le morceau The Sea Around Us.
Après l'éclatement du groupe en 1967, il se lance dans une carrière solo et sort l'album McCann. Les années suivantes, il joue au théâtre, sort un deuxième album (McCanned) et anime une émission télévisée, The McCann Man.
C'est au cours de cette émission qu'il rencontre Luke Kelly, fondateur des Dubliners. Après avoir participé à Jesus Christ Superstar aux côtés de Kelly (1973), celui-ci lui propose de se joindre aux Dubliners en remplacement de Ciarán Bourke, malade (1974). Il restera avec le groupe jusqu'en 1979, participant à de nombreuses tournées et à plusieurs disques.
Par la suite, il continue sa carrière solo, enregistrant plusieurs albums: Live at the Stadium, Jim McCann, Grace & other Irish Love Songs, From Tara to Here, By Request.
En 2002, il participe à la tournée des 40 ans des Dubliners. L'année suivante, il apprend qu'il souffre d'un cancer du larynx. Le traitement ne lui permet plus de chanter, si bien qu'il se contente de jouer de la guitare lors des 50 ans des Dubliners en 2012.